# Mátthêu Lê Văn Gẫm

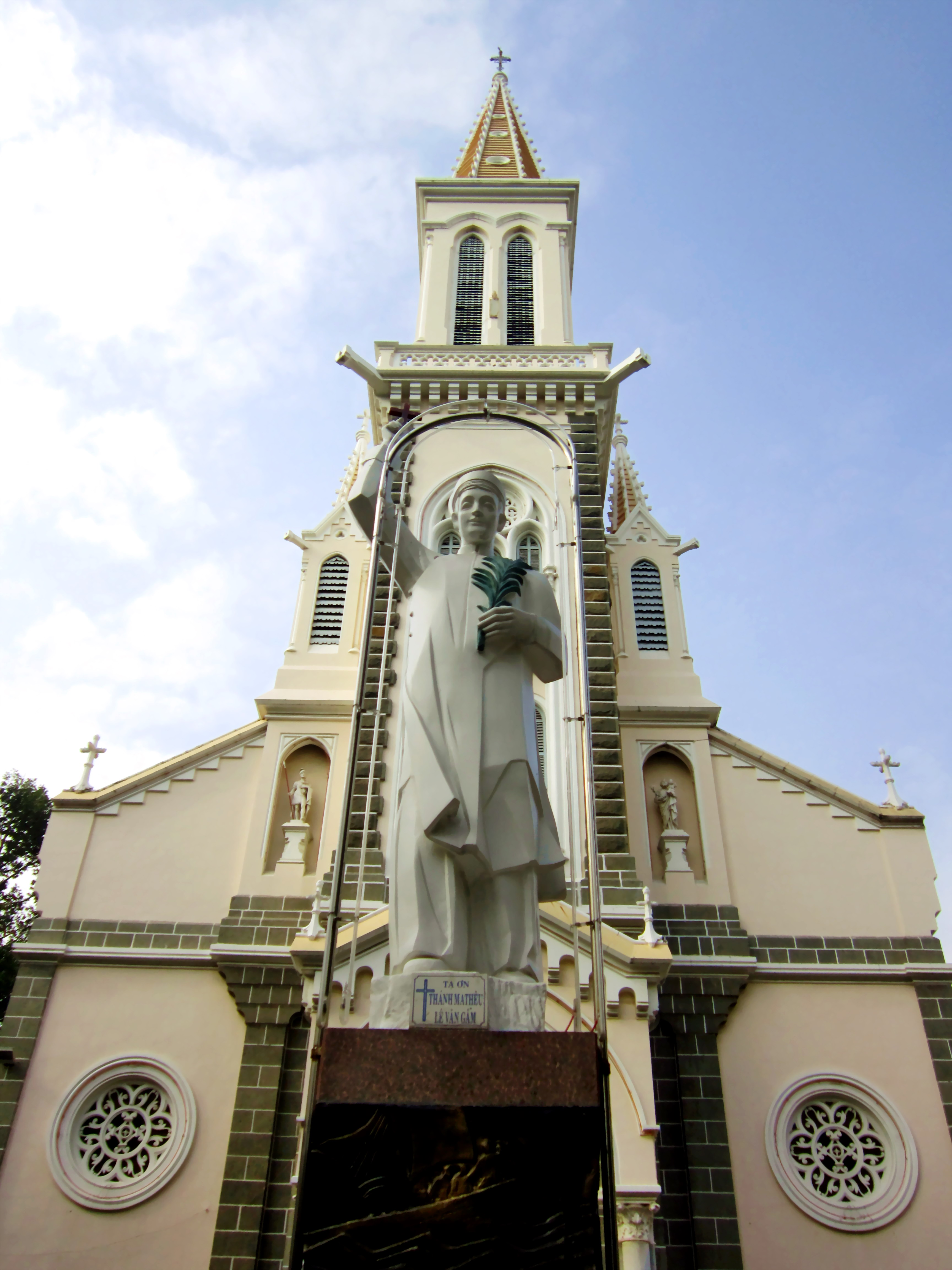
Tượng đài thánh Mátthêu Lê Văn Gẫm ở phía trước nhà thờ Huyện Sĩ

Matthêu Lê Văn Gẫm là một vị thánh Công giáo.

## Bối cảnh lịch sử
Năm 1844, Giáo hoàng Grêgôriô XVI chia giáo phận Đàng Trong thành hai giáo phận: Giáo phận Đông Đàng Trong gồm các tỉnh miền Trung Việt Nam, và giáo phận Tây Đàng Trong gồm các tỉnh Miền Nam Việt Nam và lãnh thổ Campuchia có Giám mục là Lefèbvre (tên Việt là Nghĩa, khi đó đã bị triều đình Huế trục xuất và ông tạm lánh sang Singapore). Hàng giáo sĩ giáo phận Tây Đàng Trong muốn đưa Giám mục Lefèbvre Nghĩa về lại giáo phận.

## Tiểu sử
Lê Văn Gẫm tên thật là Lê Văn Bôi sinh năm 1813 (thời vua Gia Long) tại họ đạo Tắt ở làng Long Đại, tổng Long Vĩnh, huyện Long Thành, phủ Phước Long, trấn Biên Hòa (nay thuộc phường Long Phước, Thành phố Hồ Chí Minh, thuộc Tổng Giáo phận TP. Hồ Chí Minh). Ông sinh ra trong một gia đình theo đạo Công giáo, cha là ông Phaolô Lê Văn Lại và mẹ là bà Maria Nguyễn Thị Nhiệm; ông là anh cả của năm anh em trai và một em gái út. Năm 15 tuổi, Gẫm xin phép cha mẹ để gia nhập chủng viện Lái Thiêu để tu học làm linh mục. Nhưng chỉ trong một thời gian ngắn, Gẫm phải về lại nhà để phụ giúp gia đình. Năm 20 tuổi, Gẫm kết hôn với một thiếu nữ thuộc họ đạo Thành ở làng Long Điền, tổng An Phú Thượng, huyện Phước An, phủ Phước Long, tỉnh Biên Hòa (nay thuộc huyện Long Điền, tỉnh Bà Rịa – Vũng Tàu). Từ đây, Gẫm bắt đầu làm thương gia bôn ba đó đây. Một lần, Gẫm ngoại tình với một thiếu nữ, nhưng rồi ông đã cương quyết từ bỏ mối tình trái đạo lý ấy. Để chuộc tội, ông yêu vợ nhiều hơn và chú tâm vào việc giáo dục các con, nhất là về đời sống đạo đức. Trong bốn người con của ông thì ngoài con trưởng và con út qua đời vì bệnh thì các con còn lại đều chết vì đức tin Công giáo.
Sự nghiệp của ông khá tốt, ông còn quảng đại giúp đỡ các giáo sĩ, chủng sinh Công giáo về vật chất và phương tiện để đi đó đây truyền giáo, học tập khiến cho các quan địa phương theo dõi ông rất sát sao. Năm 1846, vì ông có thuyền riêng nên một linh mục tên Lợi nhờ qua Singapore đón Giám mục Đa Minh Lefèbvre Nghĩa, linh mục Duclos Lộ và ba chủng sinh về Sài Gòn. Ngày 6 tháng 6, ông Gẫm mới vào đến cửa biển Cần Giờ nhưng vì lỡ hẹn với người đón nên ông phải chờ thêm hai ngày mới đi sâu vào Sài Gòn. Bị thuyền tuần tiễu của quan phát hiện và truy bắt, ông Gẫm kêu gọi những người trên thuyền hợp lực chống trả, nhưng Giám mục Nghĩa không đồng ý vì cho rằng làm vậy là trái với tinh thần bác ái của Kitô giáo.
Ngày 8 tháng 6 năm 1846, quân lính áp tải thuyền ông Gẫm về Bến Nghé. Giám mục Nghĩa và linh mục Lộ bị giam ở Công Quán. Giám mục Nghĩa bị giải ra kinh đô Phú Xuân và bị trục xuất về Singapore, linh mục Lộ qua đời trong tù ngày 17 tháng 7 năm 1846. Riêng ông Gẫm vì tự nhận là người tổ chức chuyến đi nên bị biệt giam ở Sài Gòn.
Ngày 11 tháng 5 năm 1847, ông Lê Văn Gẫm bị đưa ra pháp trường Da Còm, là tên một cây đa xứ Chợ Quán (ngày nay là giáo xứ Chợ Đũi, thuộc phường Bến Thành, Thành phố Hồ Chí Minh), tín hữu và lương dân đến xem rất đông. Sau khi bị xử chém đầu, các người em của ông đến ráp và khâu đầu ông lại với thân mình, thay áo trắng, lấy khăn xanh quấn quanh cổ rồi đặt lên võng khiêng về an táng tại họ đạo Chợ Quán.
Ngày 27 tháng 5 năm 1900, Giáo hoàng Lêô XIII phong cho ông Mátthêu Lê Văn Gẫm lên bậc chân phước. Ngày 19 tháng 6 năm 1988, Giáo hoàng Gioan Phaolô II tôn phong ông lên bậc hiển thánh.

## Gia đình
```
Bà Maria Têrêsa 
Nguyễn Hữu Thị Lan
, tức 
Nam Phương hoàng hậu
 vợ của vua 
Bảo Đại
 là cháu 4 đời của Mẹ Thánh Gẫm. 
Tổng Giám mục
 
Phêrô Nguyễn Văn Tốt
, từng là một 
Sứ thần Tòa Thánh
, cũng là cháu 7 đời của Thánh Gẫm.
```